# 特別審理官
特別審理官（とくべつしんりかん）とは、日本における国家公務員の職務上の役職名の一つである。

## 地方出入国在留管理局における特別審理官
特別審理官（Special Inquiry Officer）は、出入国管理及び難民認定法（昭和26年政令第319号）（入管法）第2条第12号に規定され、上陸（入国）手続又は退去強制手続のうち口頭審理を担当するものとして、出入国在留管理庁長官から指定を受けた入国審査官をいう。法務省訓令（大臣訓令）の規定により、一般職の職員の給与に関する法律（昭和25年法律第95号）別表第1イの行政職俸給表（一）3級以上（2006年3月31日までは4級以上が要件であった）の入国審査官の中から指定される。
日本に入国しようとする外国人のうち、地方出入国在留管理局の入国審査官による上陸審査においてJ-BISを使った指紋採取と顔写真撮影を拒否した人や、入管法に規定する上陸条件に適合すると認められなかった人は、特別審理官に引き渡されその口頭審理を受ける（入管法第7条第4項、第9条第6項、第10条）。また、退去強制手続において入国審査官により退去強制事由に該当するとの認定を受けた外国人は、その認定に不服がある場合は特別審理官による口頭審理を受けることができる（同法第48条）。
上陸手続における口頭審理は俗に上陸口頭審理又は上陸審判と、退去強制手続における口頭審理は俗に違反口頭審理又は違反審判と、それぞれ呼称する。いずれも司法手続に喩えるならば「第二審」に相当するものであり、口頭審理での具体的な調査手法・スキル等は部外秘であるが、上陸口頭審理（その後の異議申出・裁決の手続を一部含む）の大まかな流れについては上陸審判規程（平成12年法務省訓令第2号）として公開（官報掲載）されている。

## 税関における特別審理官
税関における特別審理官は、特に重大な犯則事件で税関長の指定に係るものについて、犯則事件の調査及び処分を分掌する税関職員である（財務省組織規則（平成13年財務省令第1号）第333条）。長崎税関以外の各税関および沖縄地区税関に置かれる（同規則第324条第2項、第345条第2項）。